# Христо Николов Луков
 Тази статия е за генерала варненец, основател на Съюза на българските национални легиони.  За другия български генерал, габровец, командвал 13 дивизия, вижте Христо Цонев Луков.  
Христо Николов (Колев) Луков е български офицер (генерал-лейтенант), преподавател по военно дело и политик. Министър на войната на Царство България в периода 1935 – 1938 г. и ръководител на профашистката организация Съюз на българските национални легиони (СБНЛ) (12 януари 1942 – 13 февруари 1943), убит от комунистическа бойна група.
Поради близките си връзки с тоталитарния националсоциалистически режим на Третия Райх, както и заради дейността си като ръководител на силно повлияния от националсоциализма и фашизма СБНЛ, Луков често е критикуван остро и получава противоречиви исторически и политически оценки.

## Ранни години (1888 – 1934)
Христо Луков е роден на 6 януари 1888 г. във Варна, в семейството на габровеца Никола (Кольо) Цонев Луков и търновката Пенка Ракаджиева. Негов чичо е висшият офицер Христо Цонев Луков. Завършва Военното на Н.В. училище през 1907 г. и му е присвоен чин подпоручик. Участва във войните за национално обединение 1912 – 1918 г. като адютант на артилерийски полк, командир на батарея и на артилерийско отделение. За участието си в Балканската война (1912 – 1913) е награден с Военен орден „За храброст“ IV степен, 2-ри клас. Достига чин майор. По време на Първата световна война служи в Първа пехотна софийска дивизия и Пета пехотна дунавска дивизия. След войните е командир на Четвърти артилерийски полк.
Служи във 2-ри артилерийски полк и 1-ви гаубичен полк. По-късно служи във Военното училище и през 1927 година е назначен за началник на отдел в артилерийската инспекция През 1931 г. е назначен на служба в Артилерийската инспекция, след което е военен аташе в Париж и Лондон, като през 1932 г. е командирован в артилерийската инспекция По-късно същата година е назначен за началник на учебно-строевото отделение в Артилерийската инспекция, командир на 3-та пехотна балканска дивизия и 2-ра пехотна тракийска дивизия.

## Министър на войната (1935 – 1938)
От 23 ноември 1935 г. до 4 януари 1938 г. Христо Луков е министър на войната в правителството на Георги Кьосеиванов. На този пост той участва в започналото след Деветнадесетомайския преврат през 1934 година ликвидиране на ВМРО, за която пише: След като силата и строгостта на българските закони се разпростря и по отношение на тия два окръга, цялата тая престъпна дейност блесна с естествената си величина.
Наред с това, ръководеното от него министерство извършва значителна дейност за оперативното и стратегическо планиране, в т.ч. планове за случай на война с Гърция, едновременно с Гърция и Турция, за действия срещу Румъния в конкретна обстановка, както и за прикриване на южната граница при гранични инциденти. Разработват се нови нормативни документи, които осъвременяват уредбата на въпросите за бойната готовност на армията, правилници на родовете войски и усъвършенстване на структурата и подструктурите на Министерството на войната и Щаба на армията.
Като военен министър генерал Луков разтурва Военната лига през март 1936 г. и забранява на офицерите да се занимават с политическа дейност; свежда тази заповед до знанието на всеки офицер в армията срещу личен подпис.
Отношенията му с цар Борис III се изострят в началото на 1938 г. поради „технически проблеми във войската и военния закон“, както и поради съмнения на царя в опити от страна на Луков да влияе на държавните работи и да назначава министри. Принуден е да се оттегли от правителството и е пенсиониран от армията. На 25 януари 1938 е произведен в чин генерал-лейтенант и преминава в запаса.
Според Васил Митаков има силно напрежение между министъра на вътрешните работи Иван Красновски и генерала. Луков обвинява Красновски, че изпраща агенти да го следят. Напрежението между тях в крайна сметка води до там, че Луков удря три шамара на Красновски и го рита.
По времето когато е в министерството на войната, Луков е обвиняван открито от ратниците в корупция. В спомените си Митка Гръбчева твърди че, е получила писмо, от определящия се като близък приятел на Луков – Ангел Илиев. В писмото си Илиев твърди, че на погребението на Луков генерал-майор от запаса на име Узунов, получил от началника на Разузнавателната секция при Военното министерство дешифрирана телеграма от Главното командване на Германската армия, в която се съобщава, че в една от най-големите холандски банки е била открита и сметка на името на генерал Луков със сума от 75 милиона холандски гулдена. Това са комисионни от фирмите, които превъоръжавали българската армия по времето на ръководството на Луков във Военното министерство. Предаването на тези подкупи ставало чрез генерал Владимир Танинчев. В писмото си до Гръбчева, Илиев я моли да провери този факт в тайните архиви на Военното министерство.

## Лидер на Българските национални легиони
От 19 януари 1942 г. до смъртта си е главен водач на Съюза на българските национални легиони.

## Убийство
В началото на 1943 г. нелегалната Българска комунистическа партия (БКП) взема решение за физическото отстраняване на определени лица като мярка срещу евентуалното включване на България във войната срещу Съветския съюз. На 2 януари по съветската радиостанция „Христо Ботев“ Вълко Червенков остро критикува общественици като Христо Луков и Никола Жеков, обвинявайки ги, че подготвят присъединяване на България към Германия, подобно на австрийския Аншлус.
Изготвен е списък на хора, които трябва да бъдат убити, в който влиза и запасният ген. Христо Луков. Решението е предадено от секретаря на окръжния комитет на БКП в София Методи Шаторов на ръководителя на бойните групи в града Славчо Бочев (наречен Радомирски), който възлага убийството на ген. Луков на Иван Буруджиев и Виолета Якова.
Из спомените на Радомирски за деня на атентата 13.02.1943 – към Якова „Ако сега не го очистим, не мога повече да срещна другарите. Колко време вече се разтакава тая работа. Ако с пистолета не успеем, решил съм да заредя къщата му с взрив и да я вдигна цялата. Не мога повече.“
Вечерта на 13 февруари 1943 година Буруджиев и Якова причакват Христо Луков пред кино „Роял“, след което го проследяват до дома му на улица „Артилерийска“ № 1, търсейки удобен момент за нападението. Това става едва когато той влиза в къщата си. Буруджиев стреля по Луков от близко разстояние и го улучва в рамото, Вторият му изстрел е нахалост – куршумът рикошира във вратата. Тогава Луков притиска с тяло Буруджиев към стената, отстъпвайки навътре в къщата, и Якова го убива с изстрел в гърба. Луков не е очаквал втори убиец. Смъртоносен е първият изстрел на Якова, тя стреля втори път, но не улучва, а пробива едно от стъклата на вътрешната врата в сградата. След това комунистите избягват през съседния двор.
В. Якова в спомените на Гръбчева: След първия неуспешен изстрел на Буруджиев „Видях през полуотворената врата, че генералът е притиснал Иван здраво до стената. Куршумът на Иван бил неточен и ударил генерала в рамото.“ След това вдига пистолета си и го насочва в гърба на Луков. Гръбчева продължава да предава думите на Якова „Този път пистолетът ми не направи засечка, прицелих се и стрелях два пъти. Струва ми се, че куршумът попадна право в сърцето на генерала, защото той изведнъж отпусна ръце и се свлече на земята.“ Въпреки това генерал Луков не умира веднага.
Последователи и близки на убития обаче веднага след атентата обвиняват за смъртта му правителството и цар Борис III, които се опасяват от евентуални политически инициативи на Луков, които да доведат до изпращане на български войски на Източния фронт. Първоначално официална Москва също се придържа към тази версия. Германският посланик Адолф Бекерле определя смъртта на Луков като тежък удар срещу германските интереси и дори допуска участието на британското разузнаване в атентата.
Радио Би Би Си дава веднага съобщение за убийството, което ражда версия за английски агенти. Балистичната експертиза обаче доказва друго – сравняват гилзите, намерени при Луковото убийство, с тези на дефектните патрони край тялото на Никола Христов Кутуза, агент провокатор, убит преди това. Установяват, че гилзите си приличат. Заключението е, че изстрелите са от един и същ пистолет, а англичаните нямат интерес да убиват агент-провокатор на полицията като Кутуза, който е агент на Никола Гешев и му помага при серията разкрития срещу БКП през 1942 г. Затова и го убиват в работилницата му на 8.02.1943, пет дена преди убийството на Луков.
Опелото на ген. Христо Луков е извършено в храма на Военното училище, защото се опасяват от повторение на атентата на 16.04.1925 г. в църквата „Света Неделя“. Митрополит Стефан води лично службата. Речи държат изтъквайки заслугите на Луков полк. Попов от действ. офицери, о.з.ген. Илинов от името на Софийското дружество на запасните офицери и Илия Станев от името на легионерите. Сред присъстващите са цар Борис III, княз Кирил, министри и дипломати. До опелото не са допуснати легионери, за да се избегнат сблъсъци, но един легионер все пак прониква в сградата с намерение да нападне министрите и е арестуван. Легионери и граждани правят шпалир от няколко реда от моста на Перловската река на бул. „Евлоги Георгиев“, по входната алея на Военното училище, до черквата. Погребан е в централните софийски гробища, недалеч от гроба на Стефан Стамболов. Радомирски признава, че са пратили Буруджиев на погребението на Луков да гледа и докладва.
На 19.02.1943 г. излиза официалното съобщение на полицията – 300 000 лв. награда се обявява за всеки, който даде информация и посочи убийците или спомогне за разкриването им.

## Исторически оценки
Христо Луков често е остро критикуван като проводник на антисемитски идеи, както и за близките си връзки с тоталитарния националсоциалистически режим на Третия Райх.

Историкът Румен Даскалов определя Съюза на българските национални легиони (СБНЛ) като организация с „изцяло оформен фашистки характер“:
| „ | Изцяло оформен фашистки характер вече през годините на Втората световна война имали Съюзът на българските национални легиони (ген. Христо Луков, после ген. Никола Жеков) и „Ратници за напредъка на българщината“ (Александър Белев, Л. Русев). В идеологическия им арсенал влизат обичайните крайнонационалистически и шовинистични, авторитарни и тоталитарни идеи, но още по-заострени и непримирими към всякакви партийно-парламентарни форми и либерално-индивидуалистични идеи; а също – и по-характерно – вождизъм и елитаризъм, расизъм, антисемитизъм и пр. Типично фашистките идеи (например водаческата) обаче остават недоразвити по тактически причини на съобразяване с установения монархически режим. Даскалов, Р. „Българското Общество 1878 – 1939, т.1“. С., 2005, стр. 234. | “ |

Историкът Николай Поппетров охарактеризира СБНЛ така:
| „ | [...] Още при първите си стъпки легионерската организация изразява своя антикомунизъм, отричане на либерализма, масонството, интернационализма и пацифизма. Пак още при най-ранните си изяви показва симпатии към италианския фашизъм и към националсоциализма, от които заимства различни идейни постановки, символи, лозунги и терминология. На Третия си конгрес (1933 г.) организацията показва ориентация към еднопартийния политически модел. [...] Проявява изразени симпатии към новия ред – националсоциализма, изразява силен антисемитизъм, постепенно навлиза в целенасочена опозиция на режима, участва в различни комбинации за компрометиране на безпартийния режим. В нея влиза група висши запасни офицери, споделящи идеите на радикалната десница и на тоталитаризма. [...] Поппетров, Н. „Социално наляво, национализмът – напред“. С., 2009, стр. 381 – 2. | “ |

Поппетров отбелязва, че няма запазени доказателства Луков да е изповядвал антисемитски идеи, макар че след 1933 г. антиеврейската тема доминира в публикациите на СБНЛ.
Според други историци Луков не може да бъде определен като изповядващ идеологията на фашизма или нацизма. Такава теза например застъпва доц. Лъчезар Стоянов в медийно интервю от 2012 г.

## Критики и противоречия
В памет на Луков, от 2003 до 2020 г., активисти провеждат факелно шествие, известно като Луковмарш. Провежданото в памет на Христо Луков ежегодно шествие „Луковмарш“ е набеждавано като събитие, насърчаващо неонационалсоциалистичестки и ксенофобски идеи и настроения. Някои правозащитни организации се противопоставят на провеждането на шествието през годините.

## Военни звания
- Подпоручик (15 август 1907)
- Поручик (4 септември 1910)
- Капитан (1 ноември 1913)
- Майор (1918)
- Подполковник (30 януари 1923)
- Полковник (26 март 1928)
- Генерал-майор (6 май 1935)
- Генерал-лейтенант (25 януари 1938)

## Награди
- Военен орден „За храброст“ IV степен, 2-ри клас (Балканска война)
- Военен орден „За храброст“ IV степен, 1-ви клас (1917)
- Орден „Св. Александър“ IV степен с мечове по средата (1921)
- Орден „Св. Александър“ III степен без мечове
- Народен орден „За военна заслуга“ I степен
- Орден „Железен кръст“ II степен, Германска империя

## Публикации
- Луков, Х.Н. (1924). Артилерийският огън: Размишления. София: Армейски военно-издателски фонд.
- Луков, Х.Н. (1928). Моторизацията на армията. София.

### Видеоматериали
- Генерал Христо Луков – непубликувани снимки – видеоклип във Vbox7.com.